# Gratangen
Gratangen is een gemeente in de Noorse provincie Troms. De gemeente telde 1121 inwoners in januari 2017.

## Geboren
- Per-Mathias Høgmo (1 december 1959), voormalig voetballer en huidig voetbalcoach

Balsfjord · Bardu · Dyrøy · Gratangen · Harstad · Ibestad · Kåfjord · Karlsøy · Kvæfjord · Kvænangen · Lavangen · Lyngen · Målselv · Nordreisa · Salangen · Senja · Skjervøy · Sørreisa · Storfjord · Tjeldsund · Tromsø

Voormalige gemeentes: Berg · Lenvik · Skånland · Torsken · Tranøy